# VoIP
VoIP je skraćenica od eng. složenice Voice over Internet Protocol i ime je za komunikacijsku tehnologiju koja omogućava prijenos zvučne komunikacije preko internetske mreže. Tehnologija je postala popularna razvojem širokopojasnog interneta, jer u većini slučajeva omogućava besplatno telefoniranje s računala na računalo te jeftinije telefoniranje s računala na mobitele i fiksnu liniju.

## Vanjske poveznice
- Barry Jackson "History of VoIP" (engleski)  Arhivirana inačica izvorne stranice od 25. siječnja 2009. (Wayback Machine)
- VoIP info (Hrvatski)  Arhivirana inačica izvorne stranice od 31. svibnja 2009. (Wayback Machine)
- voipconn VOIP info (Hrvatski)  Arhivirana inačica izvorne stranice od 2. veljače 2011. (Wayback Machine)
- Emerging VoIP Industry Trends to Watch in 2022 (Bhupendra)